# Poliocheridae
Famille
Les Poliocheridae sont une famille fossile de ricinules.

## Distribution
Les espèces de cette famille ont été découvertes aux États-Unis en Illinois, en Angleterre et en Birmanie. Elles datent du Carbonifère et de manière incertaine du Crétacé.

## Liste des genres
Selon The World Spider Catalog (version 18.5, 2018) :
- † Poliochera Scudder, 1884
- † Terpsicroton Selden, 1992

## Publication originale
- Scudder, 1884 : A contribution to our knowledge of Paleozoic Arachnida. Proceedings of the American Academy of Arts and Science, vol. 20, p. 13-22 (texte intégral) (en).